# All This Bad Blood
All This Bad Blood je reedice předchozího alba Bad Blood skupiny Bastille. Bylo vydáno 25. listopadu 2013 na dvou discích. První disk obsahuje skladby z předchozí verze alba, Bad Blood. Druhý disk obsahuje nové skladby a již dříve vydané cover verse.

## Seznam skladeb
Texty k songům a hudbu napsal Dan Smith (kromě Of the Night a What Would You Do, u kterých jsou autoři vypsáni).
| Disk 1 - Bad Blood | Disk 1 - Bad Blood         | Disk 1 - Bad Blood |
| Pořadí             | Název                      | Délka              |
| ------------------ | -------------------------- | ------------------ |
| 1.                 | Pompeii                    | 3:34               |
| 2.                 | Things We Lost in the Fire | 4:00               |
| 3.                 | Bad Blood                  | 3:32               |
| 4.                 | Overjoyed                  | 3:26               |
| 5.                 | These Streets              | 2:55               |
| 6.                 | Weight of Living, Pt. II   | 2:54               |
| 7.                 | Icarus                     | 3:45               |
| 8.                 | Oblivion                   | 3:16               |
| 9.                 | Flaws                      | 3:38               |
| 10.                | Daniel in the Den          | 3:08               |
| 11.                | Laura Palmer               | 3:06               |
| 12.                | Get Home                   | 3:11               |

| Disk 2, Část 1 – All This Bad Blood | Disk 2, Část 1 – All This Bad Blood | Disk 2, Část 1 – All This Bad Blood |
| Pořadí                              | Název                               | Délka                               |
| ----------------------------------- | ----------------------------------- | ----------------------------------- |
| 1.                                  | Poet                                | 2:44                                |
| 2.                                  | The Silence                         | 3:51                                |
| 3.                                  | Haunt (demo)                        | 2:53                                |
| 4.                                  | Weight of Living, Pt. I             | 3:26                                |
| 5.                                  | Sleepsong                           | 3:40                                |
| 6.                                  | Durban Skies                        | 4:11                                |
| 7.                                  | Laughter Lines                      | 4:04                                |

| Disk 2, Část 2 – Others People's Heartache | Disk 2, Část 2 – Others People's Heartache | Disk 2, Část 2 – Others People's Heartache |
| Pořadí                                     | Název | Délka                                      |
| ------------------------------------------ | --- | ------------------------------------------ |
| 8.                                         | Previously on Other People's Heartache... | 1:06                                       |
| 9.                                         | Of the Night (Thea Austin, Benito Benites, Francesco Bontempi, Michael Gaffey, Pete Glenister, Annehley Gordon, John Garrett III, Giorgio Spagna) | 3:34                                       |
| 10.                                        | The Draw | 3:14                                       |
| 11.                                        | What Would You Do (Robby Pardlo, Ryan Toby) | 3:03                                       |
| 12.                                        | Skulls | 4:11                                       |
| 13.                                        | Tuning Out... | 2:36                                       |

## Obsazení

### Bastille
- Dan Smith – zpěv, klávesy, perkuse, aranžmá strunných nástrojů
- Kyle Simmons – klávesy, perkuse, vokály
- Will Farquarson – bass-kytara, klávesy, akustická kytara, vokály
- Chris "Woody" Wood – bicí, vokály

### Technický personál
- Mark Crew – mix, produkce, programování
- Dan Smith – produkce, programování